# Бордер
Бордер (фр. Bordères) насеље је и општина у југозападној Француској у региону Аквитанија, у департману Атлантски Пиринеји која припада префектури По.
По подацима из 2011. године у општини је живело 648 становника, а густина насељености је износила 141,48 становника/km². Општина се простире на површини од 5 km². Налази се на средњој надморској висини од 249 метара (максималној 420 m, а минималној 247 m).

## Демографија
| 1962. | 1968. | 1975. | 1982. | 1990. | 1999. | 2011. |
| ----- | ----- | ----- | ----- | ----- | ----- | ----- |
| 300   | 312   | 337   | 430   | 576   | 657   | 648   |

График промене броја становника у току последњих година